# 程书钧
程书钧（1939年12月2日—），浙江临安人，中国肿瘤学家。

## 生平
1962年毕业于北京医学院医疗系，1965年于中国协和医科大学病理系实验肿瘤专业研究生毕业。1999年当选为中国工程院院士。